# Mikołaj Głuchowski
Mikołaj Głuchowski herbu Prus II – ławnik chełmiński w latach 1665-1676.
Poseł na sejm nadzwyczajny 1670 roku z województwa chełmińskiego.